# Свальбард і Ян-Маєн

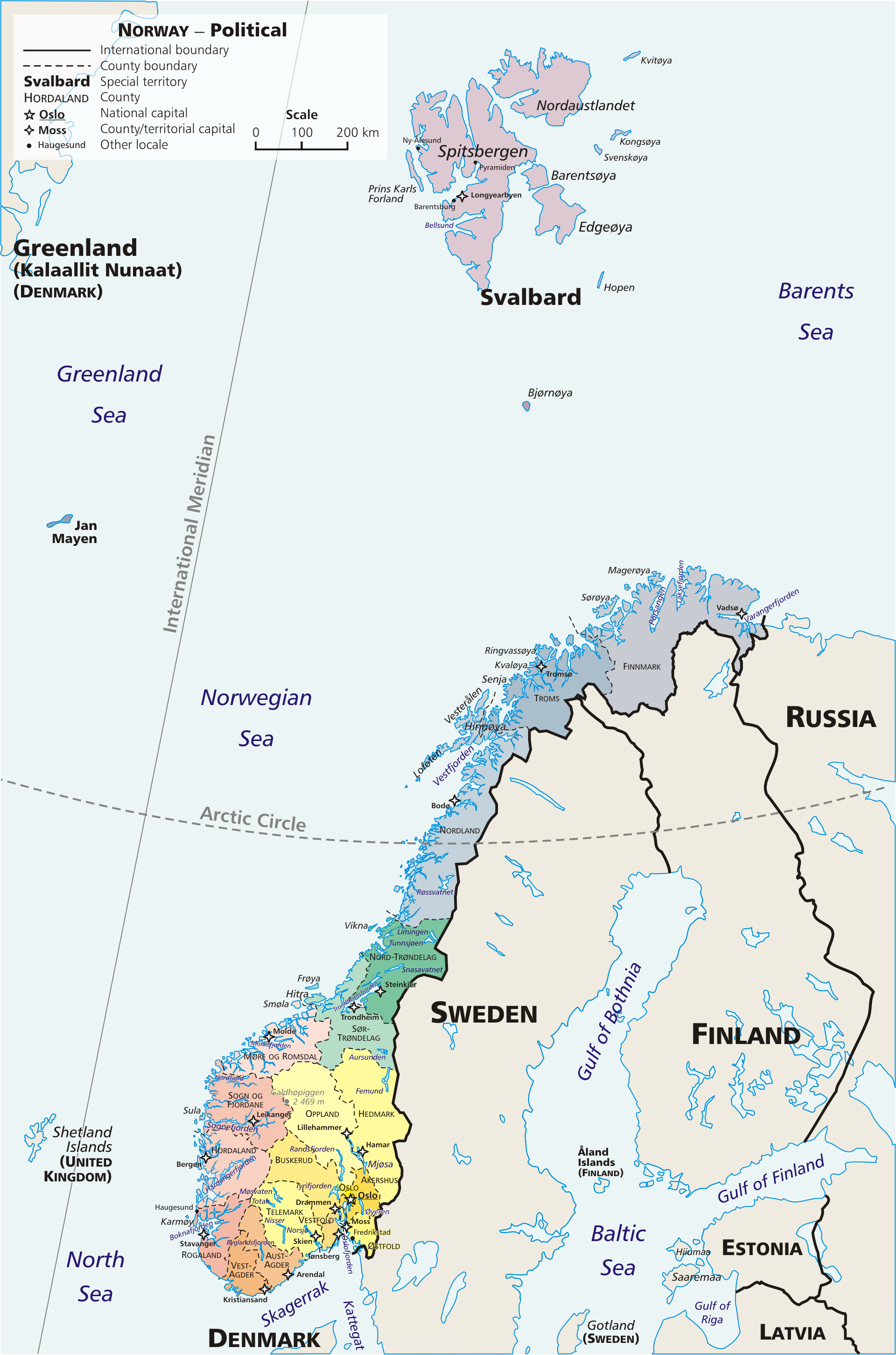
Карта Норвегії з територіями

Свалбар і Ян-Маєн (норв. Svalbard og Jan Mayen) — загальна назва належних Норвегії архіпелагу Шпіцберген та острова Ян-Маєн, яку використовує Міжнародна організація зі стандартизації в системах ISO 3166-1. Територіям присвоєні коди Alpha-2: SJ, Alpha-3: SJM та цифровий: 744. Зареєстрований (але не використовується) національний домен верхнього рівня .sj.
В інформації Статистичного відділу ООН ці землі також об'єднані під назвою «Острови Шпіцберген і Ян-Маєн». При цьому адміністративно вони не пов'язані: Шпіцберген має спеціальний статус, врегульований відповідним трактатом, а Ян-Маєн входить до складу фюльке Нурланн.

## Складові частини

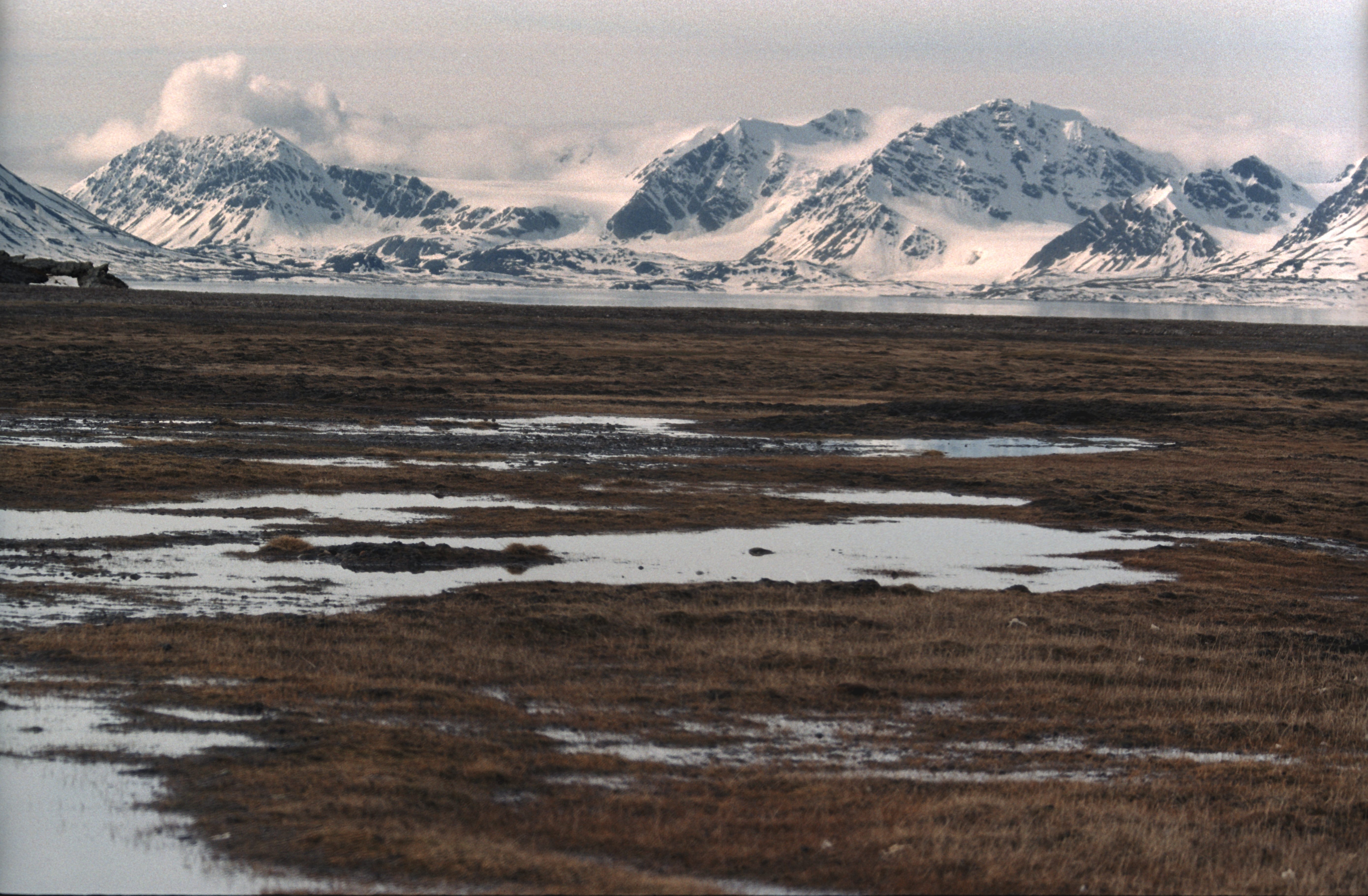
І Свальбард, і Ян-Маєн вирізняються пустельними арктичними пейзажами

### Свалбар
Свалбар (норв. Svalbard) — архіпелаг в Арктиці, між континентальною Норвегією та Північним полюсом. Група островів розташована з 74° по 81° північної широти, та з 10° по 35° східної довготи. Площа архіпелагу складає 61,022 км², і тут проживає 2100 осіб (2014). Найбільші острови: Західний Шпіцберген (норв. Spitsbergen) — 39,044 км², Північно-Східна Земля (норв. Nordaustlandet) — 14 443 км² та Едж (норв. Edgeøya) — 5 073 км². Адміністративний центр — Лонг'їр, є й інші поселення.

### Ян-Маєн
Ян-Маєн (норв. Jan Mayen) — вулканічний острів в Північному Льодовитому океані, розміщений на межі Норвезького та Гренландського морів. Одинарний острів, площею 377 км² та найвищою вершиною — вулканом Беренбергом (2 277 м). На острові відсутнє постійне населення, тут тільки проживає персонал, який обслуговує низькочастотну міжнародну радіонавігаційну систему наземного базування LORAN-C у селищі Олонкін, яка у зв'язку із запуском в експлуатацію системи GPS, з 1 серпня 2010 року практично припинила своє існування.